# Isobutanal
Isobutanal eller 2-metylpropanal är aldehyden av isobutanol och är en isomer till butanal. Isobutanal har formeln C4H8O. Isobutanal förekommer naturligt i honung.

## Framställning
Isobutanal framställs genom oxo-syntes av propen med koboltkarbonyl eller rodium som katalysator.
Det kan också framställas genom katalytisk dehydrogenering av isobutanol.

## Användning
Isobutanal används för framställning av valin genom en reaktion som kallas Strecker-syntes. Isubutanal får först reagera med ammoniak och vätecyanid och bilda 2-amino-3-metylbutan-1-cyanid som sedan neutraliseras med syra.